# Cosman Citroen
Cosman Citroen (Amsterdam, 26 augustus 1881 - Surabaya, 15 mei 1935) was een Nederlands architect die tussen 1915 en 1935 werkzaam was in Surabaya, Nederlands-Indië. Vooral bekend van het Raadhuis van Surabaya, bestaat zijn oeuvre uit een grote verscheidenheid van bouwwerken, waaronder woonhuizen, kantoorgebouwen, een ziekenhuis, kerk, fabriek, bruggen een viaduct en paviljoens.

## Jeugd en studie
Cosman was een zoon van Levie Citroen, een diamantwerker en Sara Levie Coltof. Het gezin woonde aan de Plantage Badlaan en naast Cosman had het echtpaar nog zes kinderen. Waarschijnlijk op zijn zeventiende ging Cosman naar de Kunstnijverheidsschool Quellinus in Amsterdam. Hier ontwikkelde hij zijn talent voor het tekenen met pen waar hij later bekend om zou staan. Op deze school zat hij waarschijnlijk tot zijn eenentwintigste. 
Na zijn studie ging Citroen werken voor het architectenbureau van B.J. Ouëndag in Amsterdam. In deze periode assisteerde hij Ouëndag en Jacob Klinkhamer met het ontwerp van het kantoor van de Nederlands Indische Spoorweg Maatschappij in Semerang. Hiermee kwam hij al vroeg in aanraking met de verschillende bouwtechnieken in de tropen. Naast zijn werk op het architectenbureau was hij ook werkzaam als leraar en onderwees hij studenten onder andere op het vlak van lijntekenen, architectonisch tekenen en het berekenen van constructies van allerlei materialen, meetkunde, kennis van bouwmaterialen, budgettering en kennis van architectuurstijlen. Tussen 1902 en 1907 was Citroen lid van het genootschap Architectura et Amicitia. 

## Werk in Nederlands-Indië

### Aankomst in Nederlands-Indië
In Nederlands-Indië nam vanaf eind negentiende eeuw en begin twintigste eeuw de economische ontwikkeling een vaart en daarmee groeide de vraag naar mensen met bouwkundige kennis. Veel architecten verlieten Nederland om in Nederlands-Indië aan de slag te gaan en Cosman Citroen was een van hen. Citroen kwam in 1915 aan in Nederlands-Indië en ging zich in Surabaya vestigen. De keuze voor Surabaya was verstandig. Surabaya, na Batavia de grootste stad van Nederlands-Indië, groeide snel en op dat moment waren er nog weinig architecten werkzaam. Sommige gebouwen in die stad waren tot dan toe ontworpen vanuit andere steden, zoals het filiaal van de Javasche Bank en het gebouw van de Algemeene Maatschappij van Levensverzekeringen en Lijfrente.

### Werk voor de gemeente Surabaya

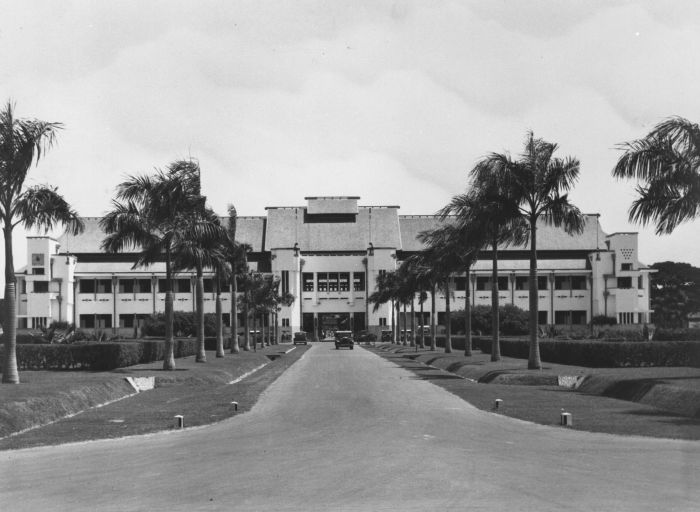
Het Raadhuis van Surabaya uit 1925, door Citroen ontworpen in 1916/1917.

De gemeente Surabaya moest vanwege de groeiende bevolking de stad uitbreiden. Hierbij werd geregeld de hulp ingeroepen van externe architecten om projecten in goede banen te leiden. Zo werd ook Cosman Citroen ingehuurd om stedenbouwkundige plannen op te stellen voor de nieuw te bouwen wijken Kupang en Ketabang. Kupang werd een woonwijk die bestemd was voor lagere inkomensgroepen en werd in twee fases gebouwd. Citroen ontwierp naast het stedenbouwkundige plan ook de woningen zelf. Met het ontwerp zou hij in 1915 begonnen zijn en in 1916 eindigde zijn contract met de gemeente voor dit project. Na Kupang kreeg hij de opdracht voor het plan van de wijk Ketabang die voor de hogere klasse bestemd was. Deze wijk zou het latere centrum van de stad worden met de komst van het gemeentehuis, scholen, de jaarmarkt, woningen en andere openbare instellingen.
Citroens belangrijkste ontwerp was die van het gemeentehuis van Surabaya. In 1916 kreeg Cosman Citroen de opdracht voor het ontwerp van het nieuwe gemeentehuis. Het zou in eerste instantie in de Stadstuin, het stadspark van de stad komen, maar dit veranderde een aantal jaar later naar de nieuwe wijk Ketabang. Verschillende keren heeft Citroen het ontwerp moeten aanpassen voordat het definitieve ontwerp in 1925 door de gemeenteraad werd goedgekeurd. Het ontwerp omvatte twee hoofdgebouwen die verbonden waren door twee lagere bijgebouwen. Naast het exterieur ontwierp Citroen ook het interieur en het meubilair. Vanwege het beperkte budget werd alleen gestart met de bouw van het achterste hoofdgebouw en door de economische crisis die daarna uitbrak is het daarbij gebleven.
Zijn eerste civieltechnische opdracht kreeg Citroen in 1917 toen hij gevraagd werd een houten brug, de Kebondalembrug, over de Surabayarivier te ontwerpen. Zijn tweede brug dat hij ontwierp was de Gubengbrug in 1922 gemaakt van staal en beton. In 1928 volgde een derde brug: de Wonokromobrug. Een vierde civieltechnische opdracht was het spoorwegviaduct over de Pasar Besar dat in 1925 was afgerond.

### Andere werken in Surabaya

Paviljoen van de jaarmarkt van Surabaya, uit 1923.

Door het werk aan het raadhuis werd Citroen een bekend figuur in Surabaya. In de jaren daarop zou hij plaatsnemen in verschillende commissies en raden, waaronder de Adviescommissie Oudheidkundige Dienst, Bouwbeperkingencommissie en de Vereniging 'Het Oudheidkundig Museum'. Hieruit blijkt dat hij naast een druk zakelijk leven, ook een druk sociaal leven had.
In 1916 kreeg hij de opdracht om een voormalig pand van de Sociëteit Concordia tot kantoor van de Bataafsche Petroleum Maatschappij te verbouwen; een werk dat gereed kwam in 1918. Een jaar later kreeg Citroen de opdracht voor het ontwerp van het Darmoziekenhuis in Surabaya. De bouw begon begin 1921 en was eind 1922 afgerond.
Een andere opdracht die Citroen kreeg was het ontwerp van de houten gebouwen voor de negende jaarmarkt van Surabaya van 1923. Waarschijnlijk kreeg Citroen de opdracht vanwege zijn band met de burgemeester van Surabaya en tevens de voorzitter van de jaarmarktvereniging, G.J. Dijkerman, waar Citroen een goede band mee had. De gebouwen die hij ontwierp zijn in de twee edities daarna nog gebruikt.

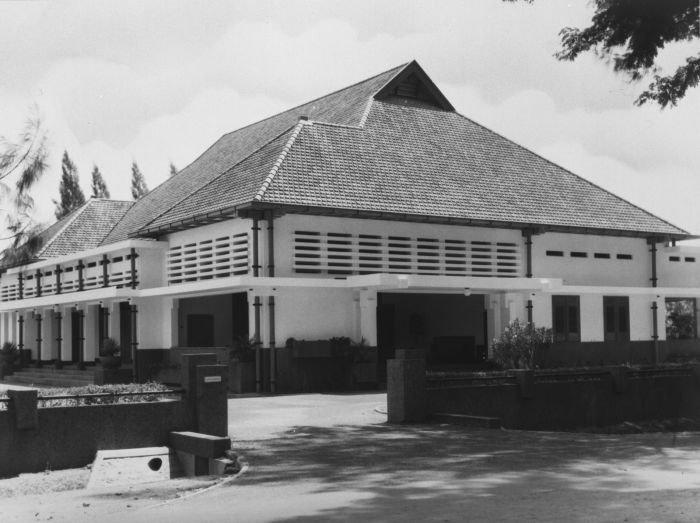
Burgemeesterswoning in Surabaya, gebouwd in 1928.

Bij de Parijse tentoonstelling van 1925 ontving Cosman Citroen de onderscheiding 'Mention' in de categorie architectuur. Van de verschillende klassen was 'Mention' weliswaar de laagste maar het gaf wel een grote erkenning voor Citroen's werk.
In 1925 volgde de uitbreiding van het kantoorgebouw van het Suikersyndicaat en in 1926 ontwierp Citroen een kerk voor de Britse gemeenschap van Surabaya. Het ontwerp van de kerk heeft sterke gelijkenissen met het Darmoziekenhuis dat de architect eerder ontwierp. Citroen kreeg de opdracht via een goede kennis E.W. Edgar waar hij in 1916 al een villa voor had ontworpen. Ook voor de rijke Chinese zakenman Tan Tjwan Bie ontwierp Citroen een villa. Voor het project was veel geld beschikbaar en het kwam gereed in 1928. De schilder Gerard Pieter Adolfs verzorgde de muurschildering. In 1928 kreeg hij de opdracht een burgemeesterswoning te ontwerpen en een jaar later ontwierp hij het grafmonument voor de voormalige burgemeester van Surabaya, G.J. Dijkerman.

### Overlijden
Het laatste ontwerp dat Citroen maakte was een kantoorgebouw voor de Borneo Sumatra Handelmaatschappij (Borsumij). De laatste versie van het ontwerp kwam af in 1933 en in 1935 was de bouw gereed. Cosman overleed kort voor de oplevering, op 15 mei 1935 aan een tropische aandoening. Een dag later werd hij begraven.

## Galerij

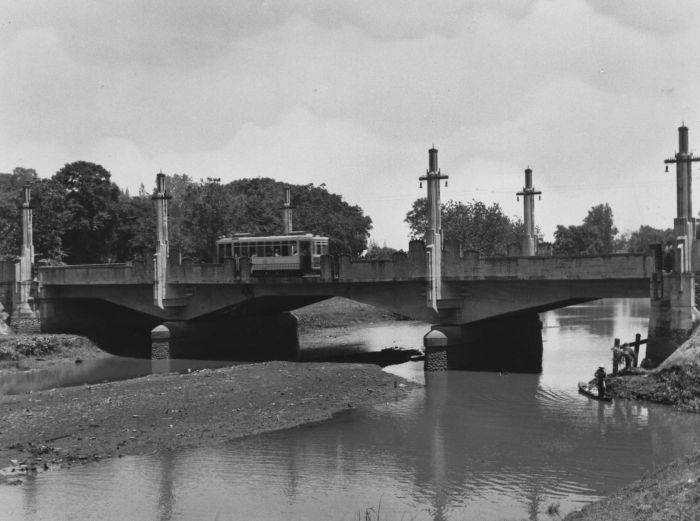
Gubengbrug
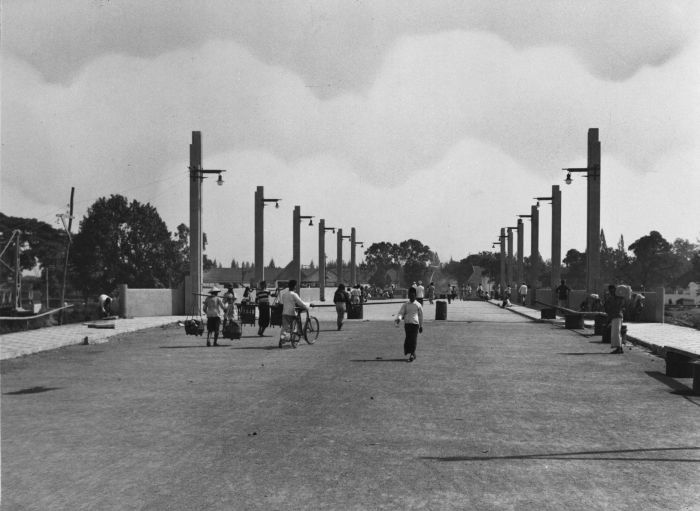
Wonokromobrug
Pasar Besarviaduct
Kantoor van de Borsumij
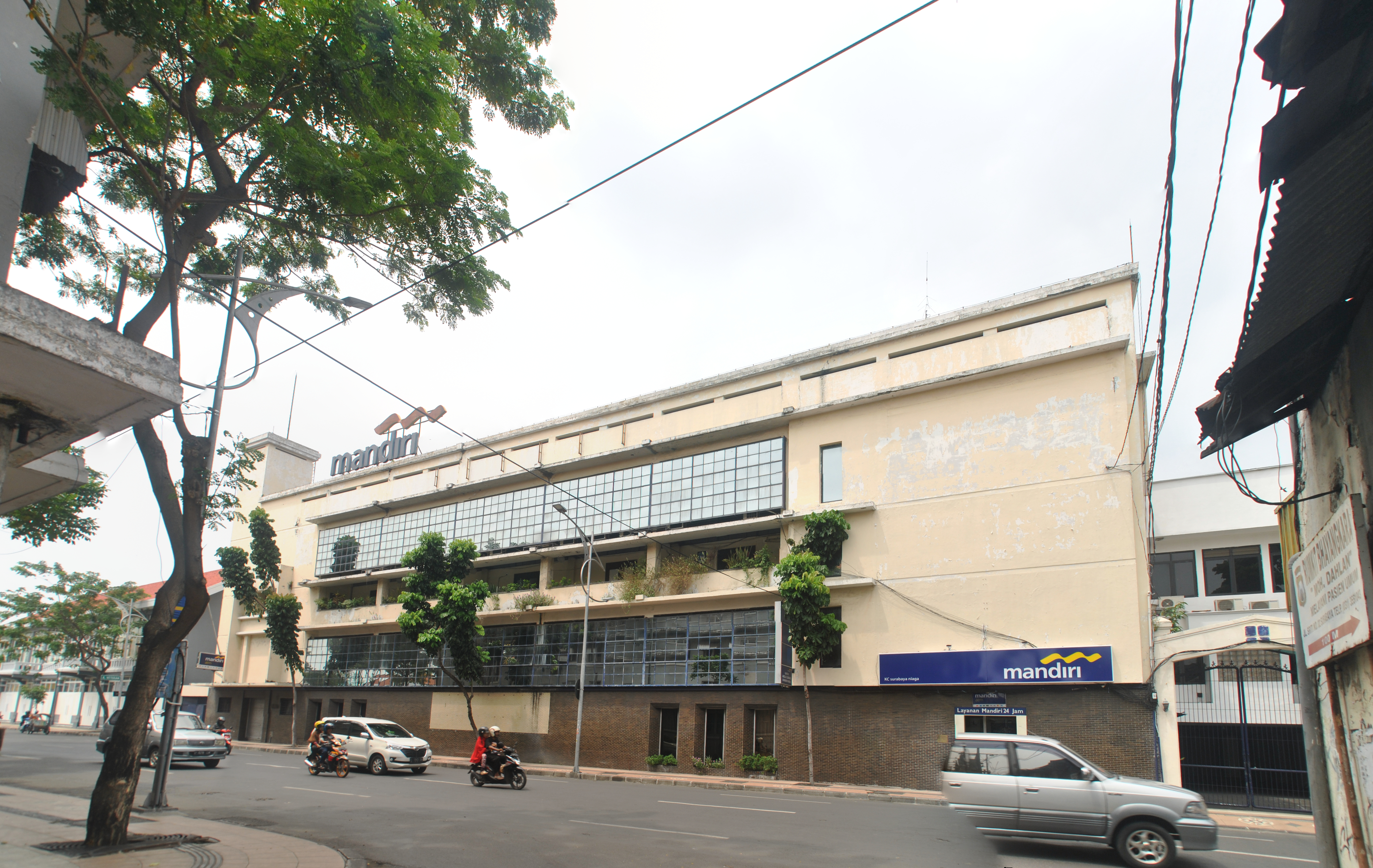
Voormalig kantoor van de Borsumij, nu een bankgebouw
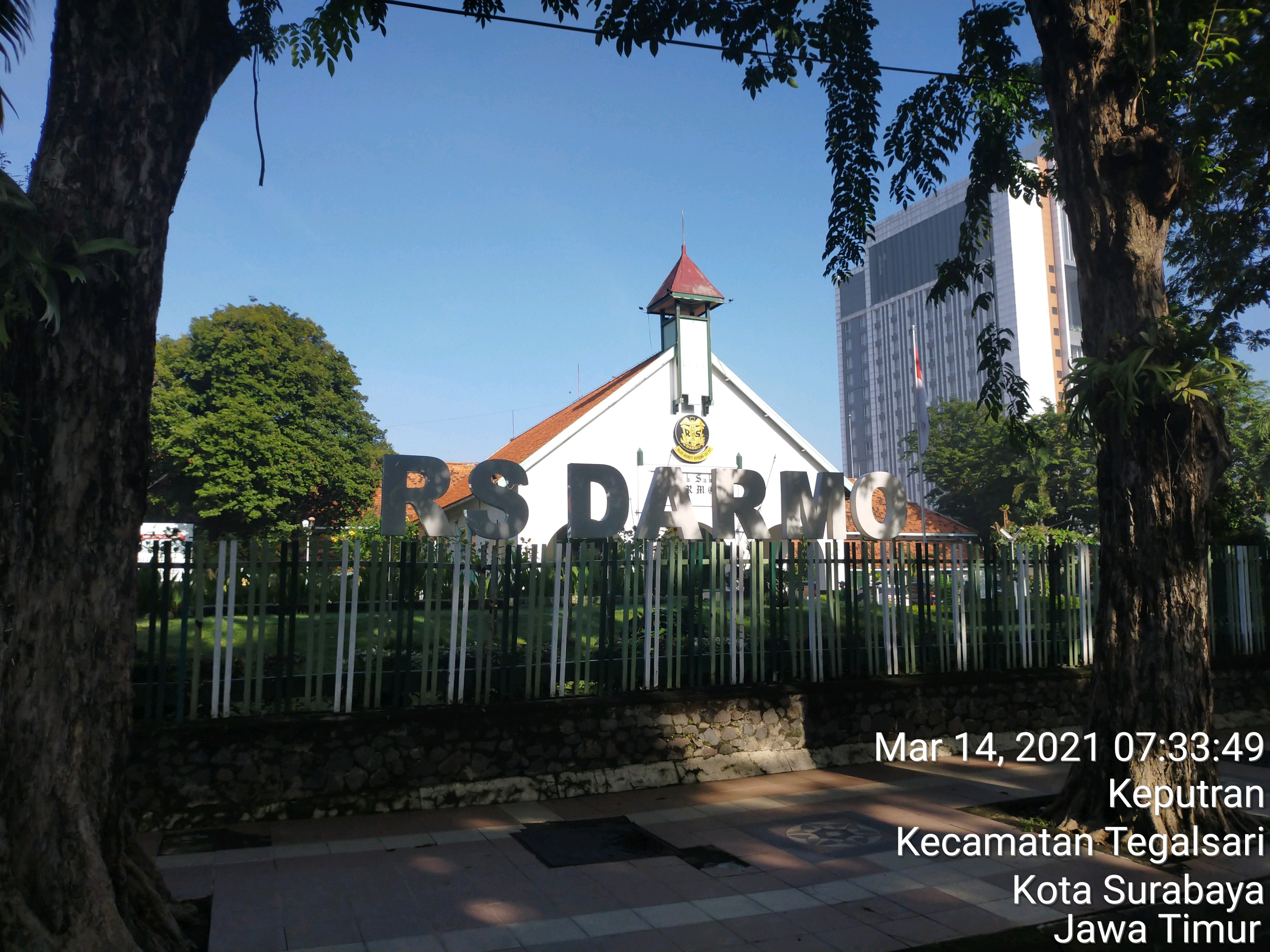
Darmoziekenhuis

## Verder lezen
- LBT. Locale Techniek,  Technisch orgaan van de vereeniging voor locale belangen en de vereeniging van bouwkundigen, Architect C. Citroen, B.N.A, 4e jaargang, No. 5 september 1935